# Pseudorhaphitoma pyramidula
Pseudorhaphitoma pyramidula é uma espécie de gastrópode do gênero Pseudorhaphitoma, pertencente a família Mangeliidae.